# Rue du Rempart (Colmar)
Pour les articles homonymes, voir Rue du Rempart.
La rue du Rempart est une voie de la commune française de Colmar.

## Situation et accès
Cette voie de circulation, d'une longueur de 150 m, se trouve dans le quartier centre.
On y accède par les rues des Unterlinden, des Ancêtres et la place des Unterlinden.
Cette voie n'est pas desservie par les bus de la TRACE.

## Bâtiments remarquables et lieux de mémoire
Dans cette rue se trouvent des édifices remarquables[Lesquels ?].

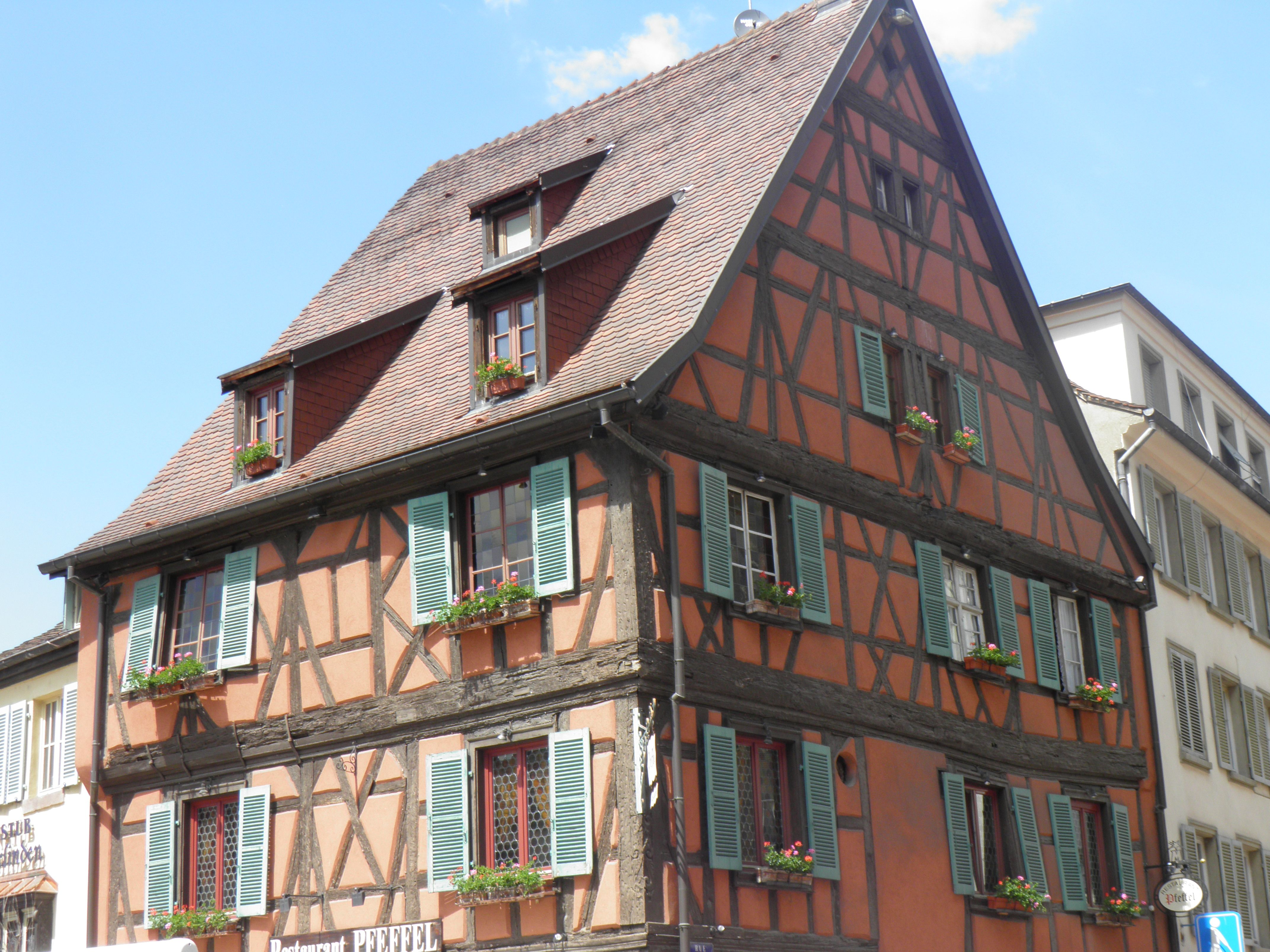
Maison au no 1